# سیلور سامورایی
سیلور سامورایی (به انگلیسی: Silver Samurai) عنوان دو شخصیت خیالی ابرشرور در کتاب‌های کامیک آمریکایی منتشر شده توسط مارول کامیکس است، و هردو شخصیت، ولورین را می‌شناسند.
این شخصیت در سال ۲۰۱۳ در فیلم ولورین حضور داشته‌است، و نقش پیری‌اش با بازی هاروهیکو یامانوچی، بازیگر ژاپنی-ایتالیایی‌تبار و نقش جوانی‌اش با بازی کن یامامورا ایفا گشت.
در سال ۱۹۷۸، سیلور سامورایی به‌عنوان یک شرور در تیم-آپ مارول شمارهٔ ۷۴ (اکتبر) حضور داشت، و به‌همراه مرد عنکبوتی، در پخش زنده شنبه شب نشان داده‌شد. در آن برنامه، سیلور سامورایی در مقابل ساموراییِ جان بلوشی، کمدین معروف قرار گرفت.